# Géographie de l'Aveyron

Localisation de l'Aveyron

L’Aveyron se situe dans le Sud du Massif central. Le point culminant du département se situe sur les pentes occidentales du signal de Mailhebiau à 1 463 mètres, sur le plateau de l'Aubrac, près du lieu-dit Les Cazalets. Le département de l'Aveyron est découpé en plusieurs régions naturelles comme les Grands Causses ou le rougier de Camarès.
Le département de l'Aveyron est constitué de hauts plateaux rocheux anciens d'une grande variété géologique. Les rivières Truyère, Lot, Aveyron et Tarn y taillent de profondes vallées.

## Hydrographie

### Eaux superficielles

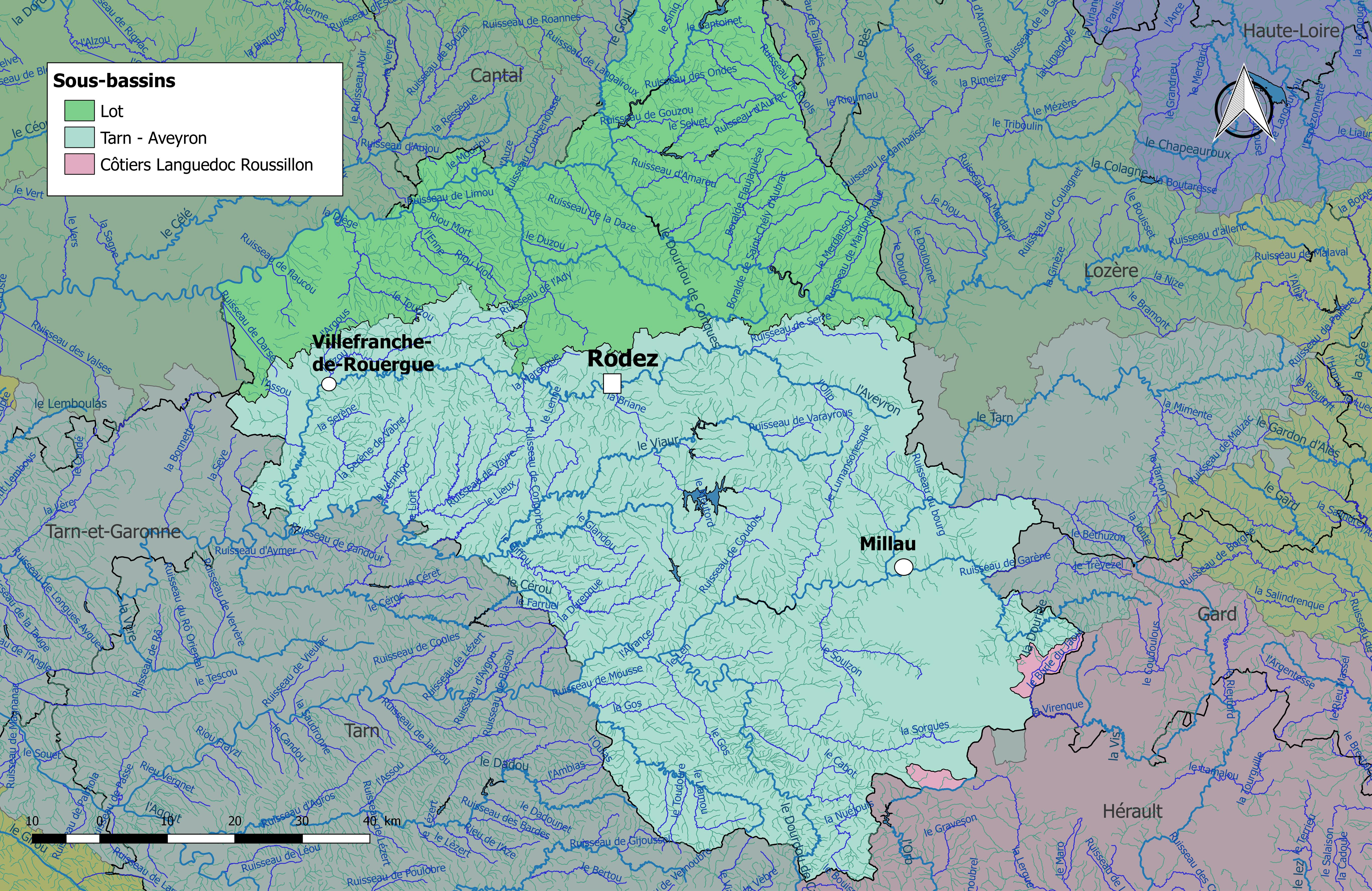
Carte cours des sous-bassins hydrographiques.

Le réseau hydrographique de l'Aveyron est constitué d'environ 7 000 km de cours d'eau. Il est dans sa quasi-totalité situé dans le bassin Adour-Garonne, se décomposant en deux sous-bassins administratifs : le bassin du Lot et le bassin Tarn-Aveyron (regroupant les bassins du Tarn et de l'Aveyron). Seule une frange sud-est se déverse vers le sud et appartient au bassin Côtiers du Languedoc-Roussillon, sous-bassin du bassin Rhône-Méditerranée.

#### Bassin du Lot
Le bassin du Lot couvre un territoire de 12 000 km2 et s'étend du Massif central jusqu'au cœur du Bassin aquitain. Le Lot entre dans le département de l'Aveyron au niveau de la commune de Saint-Laurent-d'Olt, puis s'engage dans des gorges jusqu'à Pomayrols, traverse ensuite la plaine alluviale de Saint Gêniez d'Olt à Sainte Eulalie d'Olt, et aboutit dans la retenue de Castelnau de Mandailles. Il s'élargit en aval jusque vers Estaing, au sein de l'Aubrac et reçoit, en rive droite, une dizaine de rivières parallèles les unes aux autres : les Boraldes de Saint Chély et Flaujac. Au-delà d'Estaing, le Lot progresse dans un fond de vallée bien encaissé, jusqu'à Entraygues, où il reçoit la Truyère en rive droite, à l'altitude de 228 mètres.  Les pentes se font ensuite nettement plus faibles. Dans ce secteur le Lot reçoit le Dourdou en rive gauche. Plus en aval, le Lot s'élargit et est totalement artificialisée par de nombreux barrages aujourd'hui utilisés pour la production d'électricité. Côté Aveyron, deux cours d'eau se jettent dans le Lot en rive gauche : le Riou Mort et la Diège.

#### Bassin du Tarn
Le bassin du Tarn couvre un territoire de 6 500 km2, au sein du bassin Tarn-Aveyron qui s'étend sur 15 500 km2. Le Tarn prend sa source sur le mont Lozère. Véritable torrent au cours étroit et à forte pente dans la partie amont de son cours, la vallée s'élargit et permet le développement d'un lit important où se sont installés les cultures, prairies et villages. À l'aval du Tarnon, affluent en rive gauche dans le département de la Lozère, le Tarn coule dans une vallée étroite, véritables gorges qui s'encaissent parfois d'une hauteur de plus de 400 m. En aval de la confluence avec la Dourbie, aux abords de Millau, le Tarn sort des causses et des gorges. Les principaux affluents du Tarn sont, dans le département de l'Aveyron : le Lumansonesque, la Dourbie, le Cernon, la Muze, le Dourdou de Camarès et le Rance.

#### Bassin de l'Aveyron
Le bassin de l'Aveyron couvre un territoire de 5 300 km2 et est irrigué par deux cours d'eau principaux : l'Aveyron et le Viaur. L'Aveyron prend sa source à 730 mètres d'altitude dans le causse de Sévérac et conflue avec le Tarn aux environs de Villemade (Tarn-et-Garonne) à 65 m d'altitude après un parcours de 290 kilomètres dont 183 dans le département de l'Aveyron. En amont de Rodez, le haut bassin sédimentaire s'inscrit en lisière des Grands Causses. Localement, dans la partie sud du bassin, le relief s'élève pour former les contreforts du Lévézou. En aval de Rodez, le bassin s'intègre principalement dans les terrains métamorphiques du Ségala, avec une incursion sédimentaire du Quercy de Villefranche-de-Rouergue à Monteils, en rive droite de l'Aveyron. L'Alzou et la Serène représentent les principaux affluents de l'Aveyron, respectivement en rive droite à Villefranche-de-Rouergue et en rive gauche en aval des gorges de Najac.
Le Viaur est un affluent rive gauche de l'Aveyron. Il prend sa source sur la commune de Vézins-de-Lévézou, à une altitude de 1 090 mètres, et serpente d'est en ouest, à travers le Lévézou et le Ségala. Après un parcours de 163 kilomètres, il conflue avec l'Aveyron au niveau de Saint-Martin-Laguépie (dans le Tarn) et Laguépie à une altitude de 150 mètres. Les principaux affluents du Viaur sont le Vioulou, le Giffou (et son affluent le Céor), le Lézert et le Jaoul sur le Ségala.

#### Bassin Côtiers du Languedoc-Roussillon
L’Orb est un fleuve côtier méditerranéen qui prend sa source dans la commune de Cornus, dans l'Aveyron, puis s'écoule vers le sud-ouest et constitue la limite communale sud des communes de Cornus et du Clapier, dans l'Aveyron, avant d'irriguer le département de l'Hérault. La partie amont de la Virenque et son affluent la Burle du Jaoul font également partie du bassin Côtiers du Languedoc-Roussillon.

## Régions naturelles
Le territoire de l’Aveyron matérialise une fraction sud du Massif central. Il fait partie de la région Occitanie. Il est limitrophe des départements du Tarn, de Tarn-et-Garonne, du Lot, de l’Hérault, du Gard, de la Lozère et du Cantal. Il occupe pour l'essentiel l'emplacement de l'ancienne province du Rouergue.
On y distingue plusieurs zones naturelles :
- Une partie du plateau de l'Aubrac, le Carladès et la vallée du Lot

Principales communes : Mur-de-Barrez, Sainte-Geneviève-sur-Argence, Saint-Amans-des-Cots, Laguiole, Entraygues-sur-Truyère, Saint-Chély-d'Aubrac, Aumont-Aubrac, Estaing, Bozouls, Espalion, Saint-Côme-d'Olt, Sainte-Eulalie-d'Olt, Saint-Geniez-d'Olt, Pomayrols, Saint-Laurent-d'Olt.
- Les gorges de l'Aveyron, vallée du Lot

Principales communes : Capdenac-Gare, Decazeville, Aubin, Montbazens, Villeneuve d'Aveyron, Rignac, Belcastel, Villefranche-de-Rouergue, Rieupeyroux, Najac.
- Le Pays de Conques et le Vallon de Marcillac

Principales communes : Conques, Marcillac-Vallon, Salles-la-Source.
- Le pays Ruthénois, la vallée de l'Aveyron

Principales communes : Rodez, Laissac, Sévérac-le-Château.
- Le Ségala, et le Pays du Viaur

Principales communes : Baraqueville, La Salvetat-Peyralès, Sauveterre-de-Rouergue, Naucelle, Cassagnes-Bégonhès, Réquista, Brousse-le-Château.
- Le plateau du Lévézou

Principales communes : Pont-de-Salars, Vézins-de-Lévézou, Saint-Léons, Salles-Curan, Saint-Beauzély, Villefranche-de-Panat.
- Le Millavois, la vallée du Tarn, les gorges de la Dourbie

Principales communes : Millau, Aguessac, La Roque-Sainte-Marguerite, Saint-Rome-de-Tarn, Nant.
- Le causse du Larzac

Principales communes : Cornus, La Couvertoirade, La Roque-Sainte-Marguerite, Nant.
- Le Saint-Affricain

Principales communes : Saint-Affrique, Roquefort-sur-Soulzon, Coupiac, Saint-Sernin-sur-Rance, Camarès, Sylvanès, Belmont-sur-Rance, Brusque.

Paysages de l'Aveyron :
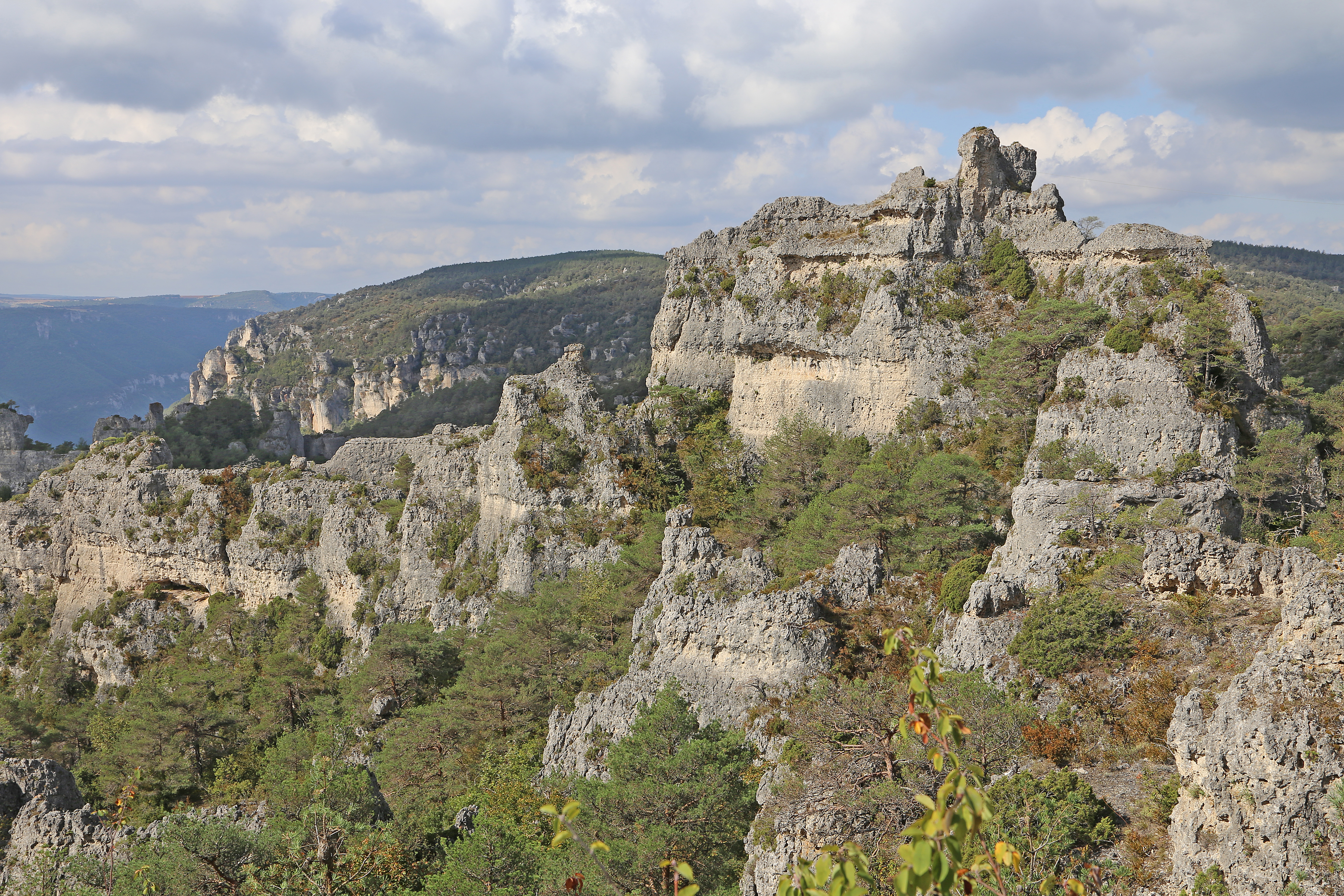
La chaos de Montpellier-le-Vieux, dans le sud-est.
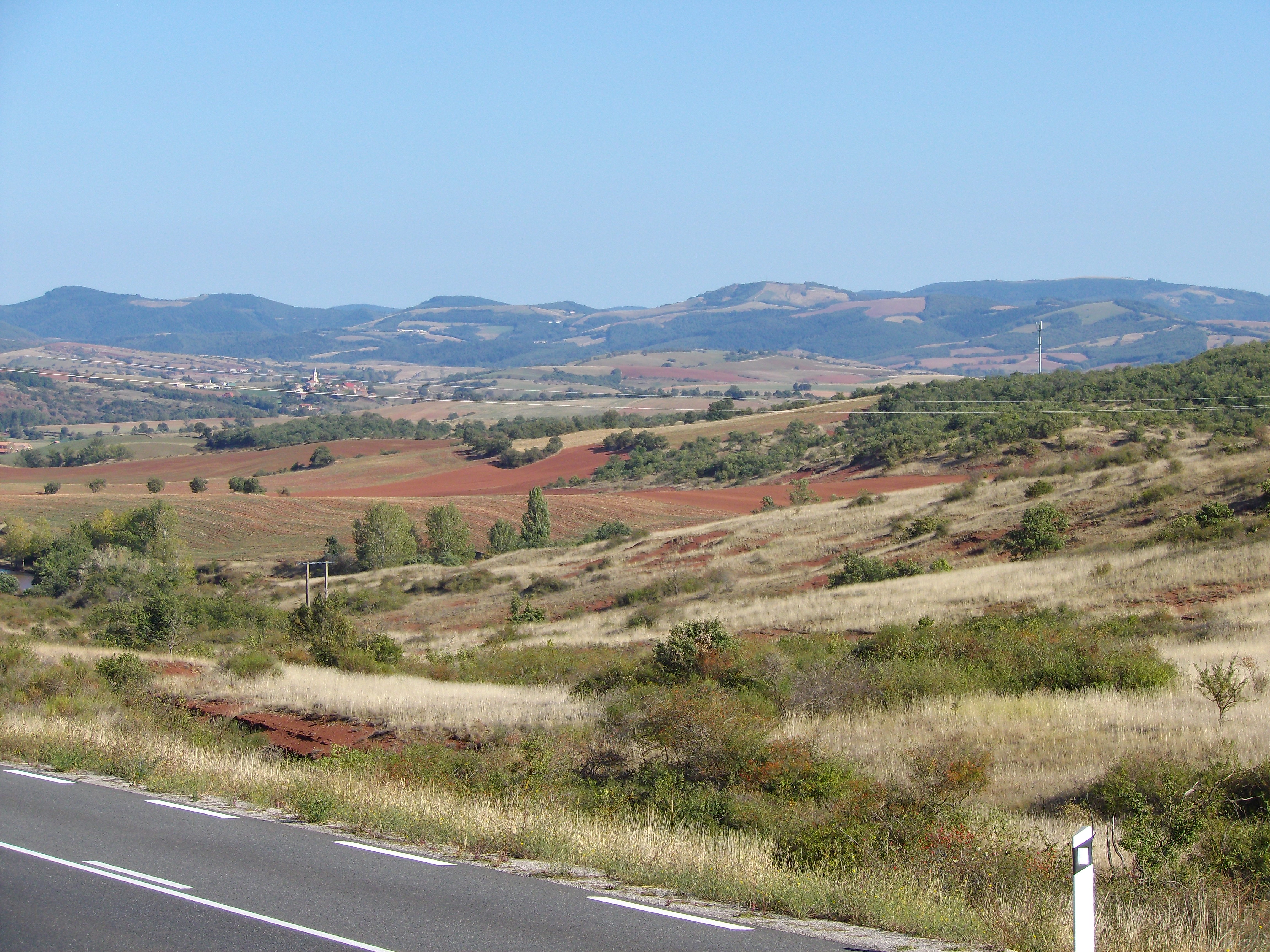
Le rougier de Camarès, dans le sud.
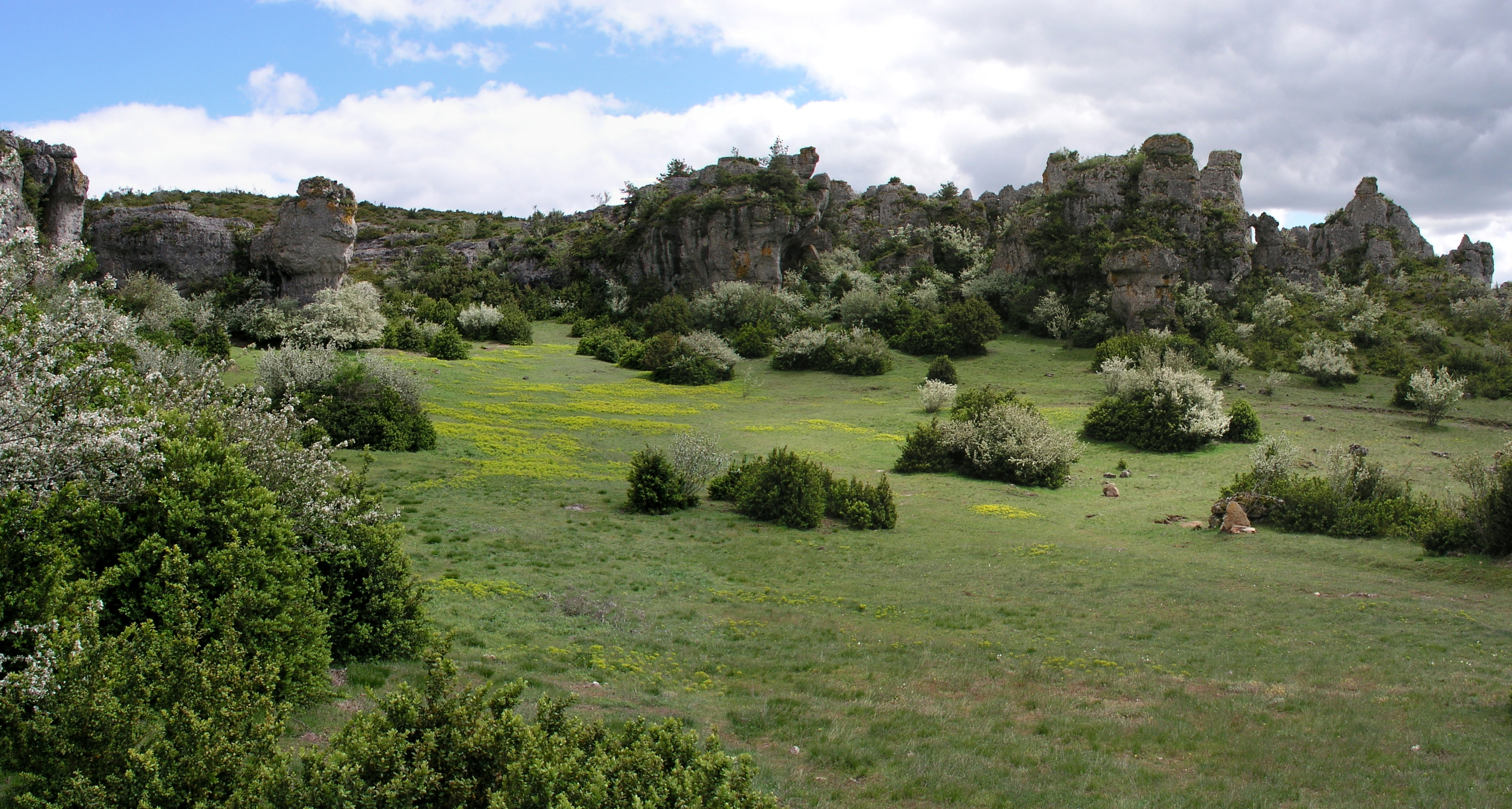
Causse du Larzac, à Millau, dans l'est.

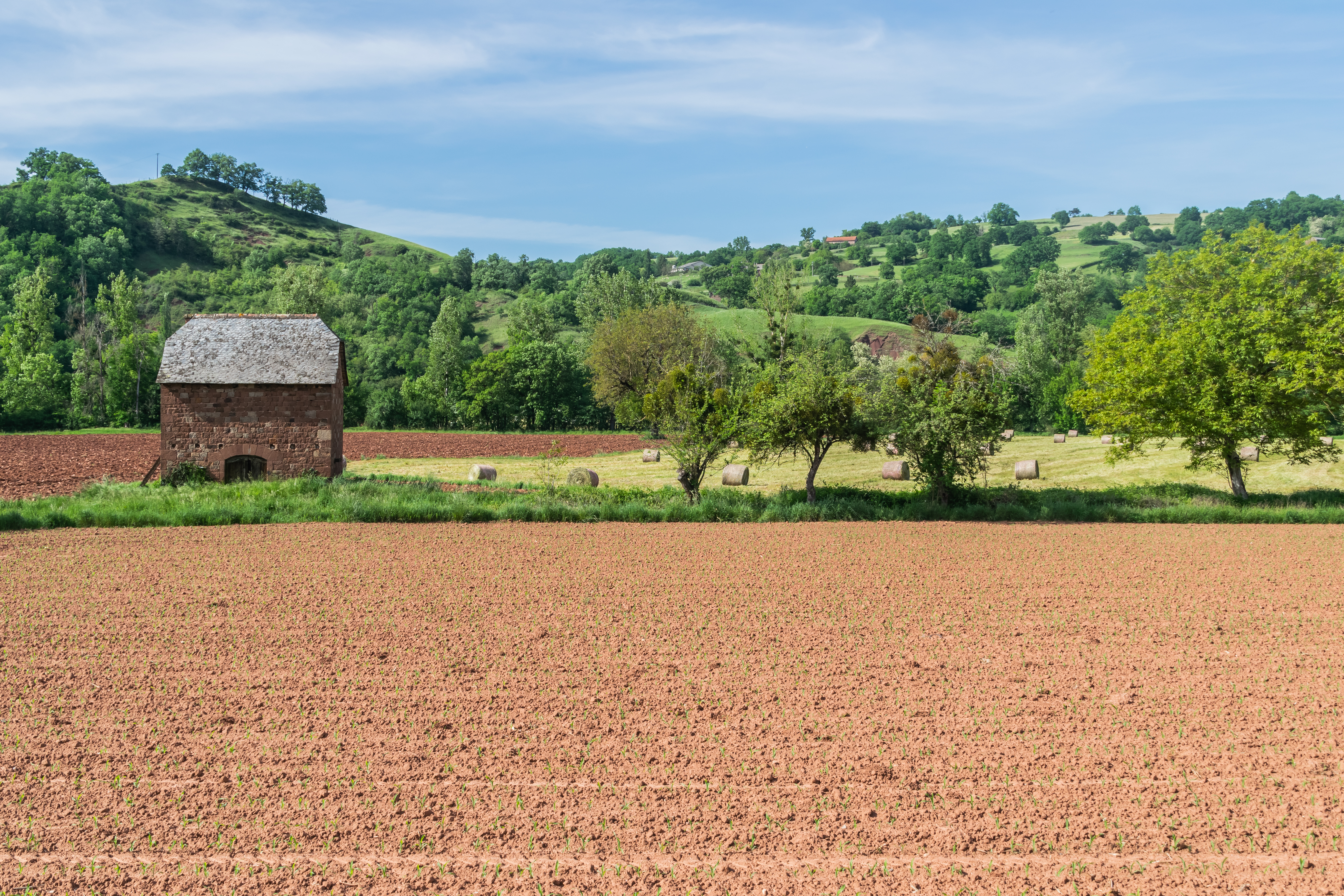
Paysage rural à Nauviale, dans le nord-ouest.
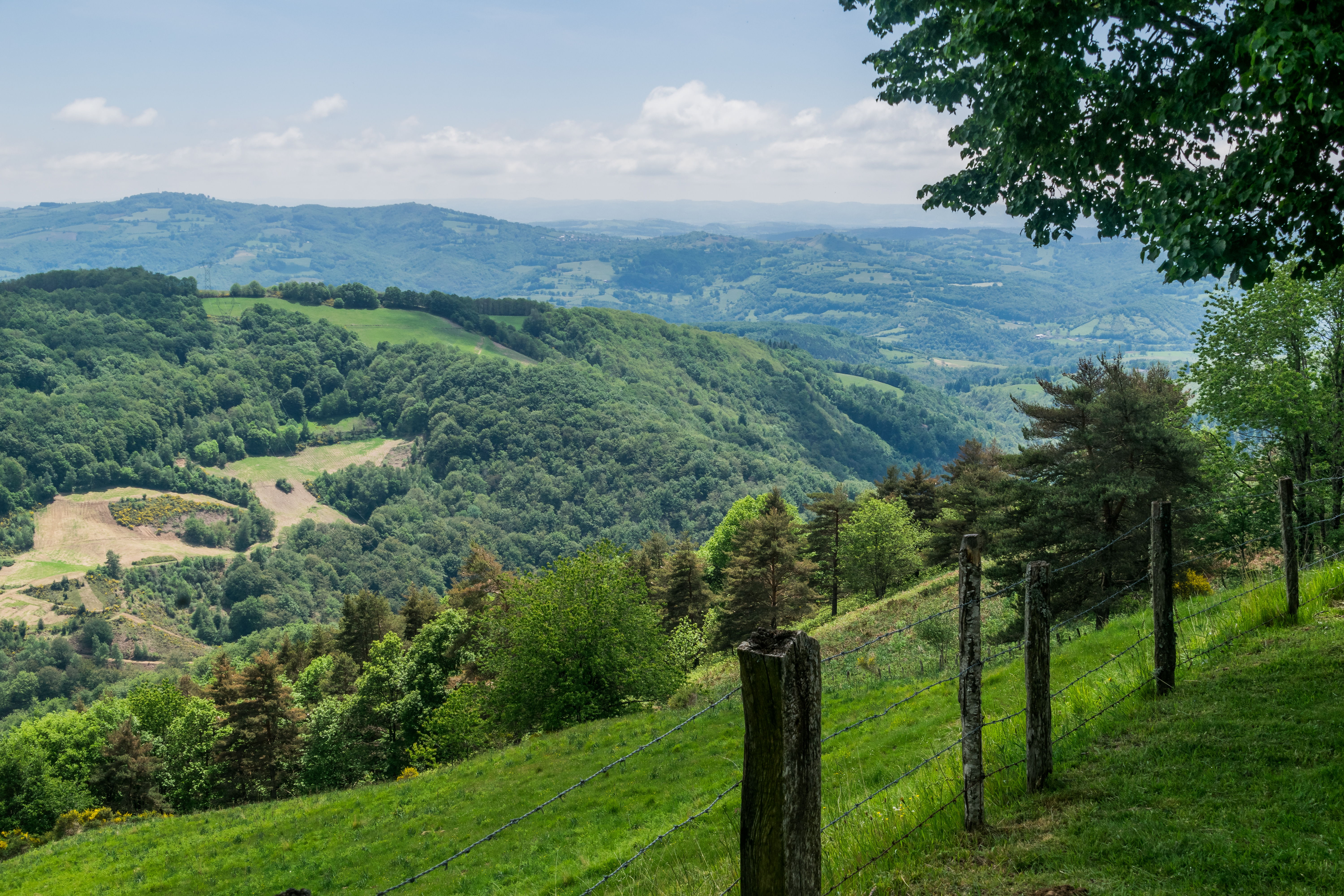
La vallée de la Boralde à Saint-Chély-d'Aubrac, dans le nord-est.